# Partit Africà per la Independència de Guinea i Cap Verd
El Partit Africà per a la Independència de Guinea i Cap Verd (PAIGC) fou un moviment que va organitzar la lluita per a la independència de la Guinea Portuguesa (Guinea Bissau) i de Cap Verd, que eren colònies de Portugal. Després la fi de la guerra d'independència, el PAIGC esdevingué un dels grans partits polítics de Guinea Bissau.

## Història
El 19 de setembre de 1956 Amílcar Cabral, Aristides Pereira, Luís Cabral, Júlio de Almeida, Fernando Fortes i Elisée Turpin crearen el Partido Africano da Independência/União dos Povos da Guiné e Cabo Verde (PAIGC), defensant la independència de Cap Verd i la Guinea Portuguesa de Portugal.
En la dècada de 1950 la Guinea Portuguesa era la colònia més pobra i menys desenvolupada d'Àfrica, encara que anteriorment havia estat valorada per la seva posició estratègica, una vegada que actuà com base de referència en Portugal en relació les colònies de Moçambic i Angola. Això va donar base per a la formació de moviments nacionalistes tant a Guinea com a Cap Verd.
En 1959 es va produir la massacre de Pijiguiti, quan tropes portugueses van obrir foc contra estibadore que es manifestaven, matant-ne 50. Aquesta massacre va provocar una gran commoció en la població de la colònia, que va acabar així donant suport a les accions del PAIGC per la independència de Guinea. Portugal, no obstant això, encara considerava el PAIGC irrellevant, i no va prendre cap actitud seriosa per suprimir el moviment.

### Primers anys
Quan es va donar l'estabilització del partit a Guinea Bissau entre 1960 i 1962, comença la formació de militants i quadres d'expansió per a l'interior de Guinea Bissau i demanaren suport als països amics, principalment la República Popular de la Xina, que dona el primer pas rebent Amílcar Cabral i alguns militants i donant-los preparació i formació ideològica; en 1961 el Regne de Marroc els dona idèntic suport.
En 1961, el FRELIMO de Moçambic, el MPLA d'Angola, el MLSTP de São Tomé i el PAIGC van formar a Conferència de les Organitzacions Nacionalistes de les Colònies Portugueses (CONCP), una organització nacionalista comuna per a coordinar les lluites per la independència de les colònies portugueses en tota Àfrica. Els quatre grups van ser representants moltes vegades en esdeveniments internacionals per la CONCP.
El PAIGC era originalment un moviment pacífic, i la seva primera estratègia va ser demanar la retirada pacifica de les tropes portugueses de la colònia de Guinea. Com aquesta via pacífica va fallar, donat que Portugal es va negar a cedir a les demandes del grup nacionalista, el PAIGC va passar a utilitzar mesures més violents per a aconseguir la independència. La lluita armada contra l'ocupació portuguesa va començar en març de 1962, amb un atac de guerrillers del PAIGC en la ciutat de Praia (l'atac va acabar per ser avortat pocs moments abans de ser efectuat). L'escamot es va concentrar a Guinea continental, perquè la logística impedia el desenvolupament d'una lluita armada a les illes de Cap Verd. A Cap Verd el PAIGC va treballar de forma clandestina. Amílcar Cabral, líder del partit, va ordenar que fossin emprades tècniques de sabotatge com a arma principal del PAIGC.
En gener de 1963, Cabral va declarar la guerra contra Portugal. El 23 de gener, la fortalesa portuguesa de Tite va ser atacada amb artilleria pesada de guerrillers del PAIGC. També es produïren freqüents atacs al nord del país. En el mateix mes, els atacs contra les estacions policials en Fulacunda i Buba van ser realitzats no només pel PAIGC, però també pela FLING.
En el context de la Guerra Freda, els guerrillers del PAIGC van rebre armaments de la Unió Soviètica, de Cuba i de la Xina. Els guerrillers també van ser entrenats en aquests països. Això va acabar redundant en la postura ideològica del partit, que cada vegada més estava compromès i buscava suport del bloc comunista.

### Primer congrés i organització de la FARP

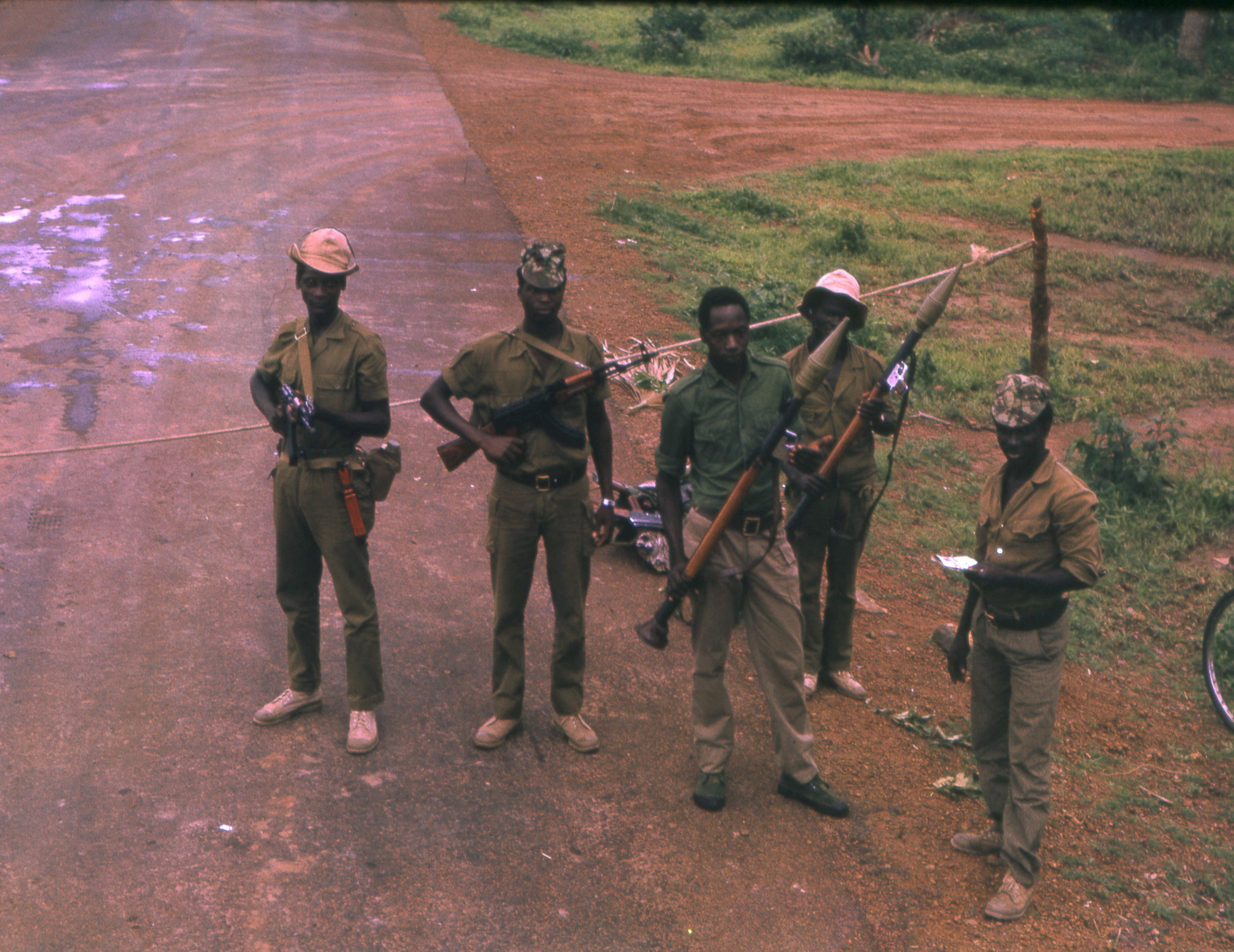
Lloc de control muntat pel PAIGC a Guinea Bissau en 1974, després de la declaració d'independència.

El primer congrés del partit va ocórrer en la regió alliberada de Cassacá, en febrer de 1964, en que ambdós braços polític i militar del PAIGC van ser reorganizats amb un exèrcit regular, les Forces Armades Revolucionàries del Poble (FARP), per a complementar les forces guerrilleres).
Durant la primera fase de la Guerra d'independència de Guinea Bissau, Portugal va tenir molta dificultat per a recuperar posicions perdudes pel fet de la metròpolis havia trigat molt a reconèixer el PAIGC com a força bel·ligerant de perill. D'aquesta forma Portugal va mobilitzar aeronaus i tropes amb base a Guinea per als conflictes a Moçambic i Angola, però en el moment en què el govern portuguès va començar a percebre l'amenaça que significava el PAIGC per a la seva continuïtat sobre Guinea, ja era tarda massa. Es va fer molt poc per limitar les operacions d'escamot, i Portugal no va intentar trencar el lligam entre la població i el PAIGC fins ja molt tard en la guerra.
Després de la pèrdua de les illes de la regió del Como, les tropes portugueses llençaren l'Operació Trident, una operació d'"armes combinades" per a reprendre-les. El PAIGC va lluitar aferrissadament i les tropes portugueses van tenir moltes baixes. Finalment, després de 71 dies de lluita i 851 missions de combat de la Força Aèria Portuguesa, les illes van ser recapturades per Portugal. No obstant això, menys de dos mesos després, el PAIGC tornaria a reprendre les illes, doncs les tropes metropolitanes havien exhaurit gran part de les seves forces durant la invasió, deixant les illes vulnerable. Com les illes van deixar de tenir importància estratègica per a Portugal, el PAIGC va aconseguir establir noves posicions al sud, especialment en les penínsules de Cantanhez i Quitafine.
En 1966 Amílcar Cabral va participar de la Conferencia Tricontinental Enero a l'Havana, on va iniciar converses amb Fidel Castro. Com a resultat d'això Cuba va concordar a subministrar més armes, a més de metges, especialistes i tècnics per a auxiliar en la lluita per la independència. El cap de la Missió Militar Cubana va ser Víctor Dreke.

### Era Spínola
En 1967, el PAIGC havia realitzat 147 atacs a casernes i campaments de l'Exèrcit Portuguès, i controlava efectivament 2/3 de la Guinea Portuguesa. L'any següent, Portugal va iniciar una nova campanya contra els guerrillers, amb l'arribada del nou governador de la colònia, António de Spínola. Spínola va començar una campanya de construcció massiva d'escoles, hospitals, noves unitats d'habitatge, millora de les telecomunicacions i d'un sistema de carreteres, en una temptativa de guanyar el favor públic a Guinea.
El mandat de Spínola com a governador va marcar una bolcada en la guerra: Portugal va començar a guanyar batalles en la colònia, inclusivament aconseguint promoure una invasió a Conakry en 1970, en la veïna República de Guinea, on 400 homes de la tropa amfíbia van atacar la ciutat i van alliberar 26 portuguesos presoners de guerra mantinguts allà pel PAIGC.
L'Exèrcit Portuguès a Guinea colonial estava aconseguint recuperar el terreny, però, la caiguda de l'Estat Nou i l'obertura democràtica va acabar per forçar el nou govern a negociar amb el PAIGC, i en 10 de setembre 1973 li va ser concedida la independència a Guinea. Luís Cabral, germà d'Amílcar, va ser el primer president del país.
Encara amb l'assassinat del principal líder del PAIGC, Amílcar Cabral, en gener de 1973, la independència de Guinea va ser declarada unilateralment en 24 de setembre de 1973. La resolució 93-7 de l'Assemblea General de l'ONU va reconèixer la independència sense precedents de Guinea i Cap Verd.

### Postindependència
Després d'aconseguir la independència, el PAIGC es va instituir com l'únic partit polític legal de Guinea Bissau i Cap Verd. Luís Cabral esdevingué president del país. El PAIGC va lluitar per a preservar la unió entre Guinea Bissau i Cap Verd, però en 1980 es va produir l'escissió entre els dos països després del cop militar orquestrat per Nino Vieira contra Cabral, que era d'origen capverdià. La branca capverdiana del PAIGC es va convertir en un nou partit, el Partit Africà per la Independència de Cap Verd (PAICV).
Vieira va continuar governant el país els anys 1980 i 1990. Fou reelegit com a secretari general del PAIGC en el quart congrés del partit en novembre de 1986. Després de la introducció del multipartidarisme en 1991, van tenir lloc les primeres eleccions multipartidistes en 1994. Vieira va vèncer a les eleccions presidencial de 1994 contra el candidat de l'oposició, Kumba Yalá, del Partit de Renovació Social (PRS). El PAIGC va guanyar 62 dels 100 seients parlamentaris, i va obtenir el 46% dels vots.
En maig de 1998, en el sisè congrés del PAIGC, Vieira va ser reelegit per un mandat de quatre anys més com a president del PAIGC, amb 438 vots a favor, vuit contra i quatre abstencions. La Guerra Civil de Guinea Bissau i un cop d'Estat vn provocar l'expulsió de Vieira del PAIGC en maig de 1999. Francisco Benante, líder dels reformistes del partit i únic civil en la junta militar de transició, va ser escollit com a president del PAIGC. El PAIGC va obtenir el tercer major nombre d'escons a les eleccions parlamentàries de novembre 1999, i seu candidat presidencial, Malam Bacai Sanhá, va ser derrotat per Yalá.
A els eleccions legislatives de 2004, dutes a terme en 28 i 30 de març de 2004, el PAIGC va sortir com major partit polític del país, obtenint el 31,45% dels vots i 45 dels 100 escons al parlament. Va formar un govern en maig de 2004, amb líder del partit Carlos Gomes Júnior com a primer ministre. A les eleccions presidencials de 2005 el candidat del PAIGC, Malam Bacai Sanhá, va vèncer en la primera volta amb el 35,45% dels vots. Va ser derrotat en la segona volta per João Bernardo Vieira, que havia retornat de l'exili i va córrer com independent. Sanhá va obtenir el 46,65% dels vots, mentre que Vieira va guanyar el 52,35%. Poques setmanes després d'assumir el càrrec, Vieira va destituir Carlos Gomes Júnior com a primer ministre en 28 d'octubre de 2005, i en 2 de novembre, va nomenar Aristides Gomes, que havia estat anteriorment membre destacat del PAIGC, però va trencar amb el partit per a recolzar Vieira, en comptes d'ell
En març de 2007, el PAIGC va formar una aliança tripartita amb el PRS i el Partit Unit Social Democràtic, i els tres partits van intentar formar un nou govern. Això va conduir a una estratègia reeixida que va culminar en una moció de censura contra Aristides Gomes. La seva destitució es va produir a fi del mes, obrint espai per al nomenament, pels tres partits, d'un nou primer ministre, Martinho Ndafa Kabi. Fou nomenat per Vieira, i el 17 d'abril es va formar un nou govern compost per ministres dels tres partits. Kabi era un dels principals membres del PAIGC; fou elegit com a tercer vicepresident del partit en 2002. El PAIGC retirà el seu suport a Kabi el 29 de febrer de 2008.
El setè Congrés Ordinari del PAIGC, celebrat a Gabú, va començar en 26 de juny de 2008; hi van participar 1050 delegats. Malam Bacai Sanhá, candidat presidencial del partit en 2000 i 2005, desafià Gomes Junior en la disputa pel lideratge del partit, però Gomes Junior va ser reelegit per a un mandat de cinc anys com a president del PAIGC, rebent 578 vots contra 355 de Sanhá. A les eleccions presidencials de Guinea Bissau de 2009 Sanhá derrotà Kumba Ialá a la segona volta.
Després de la mort de Sanha el gener de 2012, es van convocar eleccions presidencials anticipades. Carlos Gomes Junior va ser nomenat com a candidat del PAIGC, i va avançar a la segona volta juntament Ialá, però un cop militar a l'abril va impedir-ne la celebració. Les eleccions generals se celebraran finalment el 2014, i van veure al candidat PAIGC José Mário Vaz ser elegit president, mentre que el partit també va conservar la seva majoria a l'Assemblea Nacional del Poble, obtenint 57 dels 102 escons.

### Congrés de Cacheu
En febrer de 2014, es va realitzar el VIII Congrés Ordinari del partit a la ciutat històrica de Cacheu sota el lema “Inspirats en Cabral - Unir i enfortir el PAIGC cap al desenvolupament”. Van participar-hi 1.169 delegats, que van escollir per al liderar el partit Domingos Simões Pereira, antic secretari executiu de la CPLP. El nou president del partit va obtenir els vots de 707 delegats, contra 436 de Braima Camara i 15 d'Aristides Ocante de la Silva. Del congrés van sortir també escollits tres vicepresidents, per a coadjuvar el recentment escollit líder de la major formació política del país els pròxims anys: 1r vicepresident Carlos Correia, 2n vicepresident Hadja Satu Camará Pinto i 3r vicepresident Baciro Dja.